# Festuca paphlagonica
Festuca paphlagonica är en gräsart som först beskrevs av St.-yves, och fick sitt nu gällande namn av Markgr.-dann. Festuca paphlagonica ingår i släktet svinglar, och familjen gräs. Inga underarter finns listade i Catalogue of Life.